# 小富士山 (大分県)
小富士山（こふじさん）は、大分県竹田市と豊後大野市の市境にある山。標高は457m。

## 地理
山容が整って富士山に似ていることから、小富士山と名付けられた。

## 史跡
山頂の南西250mにある峰に、「御霊廟」（おたまや）と呼ばれる岡藩第8代藩主中川久貞とその正室お久の方の墓所がある。久貞の遺命により、西に岡城を眺望する風景絶佳の地である小富士山に営まれたもので、久貞が儒教を信奉したため儒式墓とされている。この墓所は、城下（現竹田市）の碧雲寺及び大船山の2か所にある中川家歴代藩主の墓所とともに、1997年9月2日に「岡藩主中川家墓所」として国の史跡に指定されている。